# Saint-Martin-aux-Chartrains
Saint-Martin-aux-Chartrains és un municipi francès situat al departament de Calvados i a la regió de Normandia. L'any 2007 tenia 387 habitants.

## Demografia

### Població
El 2007 la població de fet de Saint-Martin-aux-Chartrains era de 387 persones. Hi havia 166 famílies de les quals 40 eren unipersonals (24 homes vivint sols i 16 dones vivint soles), 67 parelles sense fills, 47 parelles amb fills i 12 famílies monoparentals amb fills.
La població ha evolucionat segons el següent gràfic:
Habitants censats

### Habitatges
El 2007 hi havia 230 habitatges, 170 eren l'habitatge principal de la família, 52 eren segones residències i 8 estaven desocupats. 218 eren cases i 8 eren apartaments. Dels 170 habitatges principals, 144 estaven ocupats pels seus propietaris, 22 estaven llogats i ocupats pels llogaters i 4 estaven cedits a títol gratuït; 2 tenien una cambra, 10 en tenien dues, 14 en tenien tres, 33 en tenien quatre i 112 en tenien cinc o més. 151 habitatges disposaven pel capbaix d'una plaça de pàrquing. A 79 habitatges hi havia un automòbil i a 88 n'hi havia dos o més.

### Piràmide de població
La piràmide de població per edats i sexe el 2009 era:
| Homes | Edats   | Dones |
| ----- | ------- | ----- |
| 0     | 95 o +  | 0     |
| 0     | 90 a 94 | 4     |
| 0     | 85 a 89 | 4     |
| 0     | 80 a 84 | 4     |
| 4     | 75 a 79 | 8     |
| 8     | 70 a 74 | 0     |
| 8     | 65 a 69 | 16    |
| 16    | 60 a 64 | 12    |
| 4     | 55 a 59 | 8     |
| 12    | 50 a 54 | 8     |
| 20    | 45 a 49 | 8     |
| 12    | 40 a 44 | 20    |
| 12    | 35 a 39 | 4     |
| 12    | 30 a 34 | 20    |
| 16    | 25 a 29 | 4     |
| 16    | 20 a 24 | 4     |
| 16    | 15 a 19 | 12    |
| 8     | 10 a 14 | 8     |
| 12    | 5 a 9   | 8     |
| 4     | 0 a 4   | 4     |

## Economia
El 2007 la població en edat de treballar era de 259 persones, 186 eren actives i 73 eren inactives. De les 186 persones actives 179 estaven ocupades (96 homes i 83 dones) i 7 estaven aturades (2 homes i 5 dones). De les 73 persones inactives 33 estaven jubilades, 19 estaven estudiant i 21 estaven classificades com a «altres inactius».

### Ingressos
El 2009 a Saint-Martin-aux-Chartrains hi havia 167 unitats fiscals que integraven 409,5 persones, la mediana anual d'ingressos fiscals per persona era de 21.043 €.

### Activitats econòmiques
Dels 34 establiments que hi havia el 2007, 1 era d'una empresa extractiva, 1 d'una empresa de fabricació d'altres productes industrials, 5 d'empreses de construcció, 7 d'empreses de comerç i reparació d'automòbils, 1 d'una empresa de transport, 5 d'empreses d'hostatgeria i restauració, 3 d'empreses immobiliàries, 7 d'empreses de serveis i 4 d'empreses classificades com a «altres activitats de serveis».
Dels 8 establiments de servei als particulars que hi havia el 2009, 1 era una funerària, 2 paletes, 1 guixaire pintor, 1 electricista, 1 perruqueria i 2 restaurants.
L'únic establiment comercial que hi havia el 2009 era una botiga d'equipament de la llar.
L'any 2000 a Saint-Martin-aux-Chartrains hi havia 12 explotacions agrícoles.

## Poblacions més properes
El següent diagrama mostra les poblacions més properes.